# Битка код Северодоњецка (2014)
Борбе за Северодоњецк је била серија борби између украјинских трупа и формација Луганске Народне Републике током оружаних сукоба у источној Украјини, у градовима и око градова агломерације Лисичанск (Рубижне, Лисичанск, Северодоњецк) за контролу над овим градовима (у самом Северодоњецку није било битака).

## Ток сукоба
Дана 22. маја 2014. конвој 30. механизоване бригаде Оружаних снага Украјине ушао је у град Рубижне. После тога је скренула ка Лисичанску и Северодоњецку. Успут, конвој су гађали сепаратисти ЛНР из одреда Павел Дрјомов из бацача граната и стрељачког оружја. Током битке, Украјинске снаге изгубиле су два борбена возила пешадије и један теретни Урал са противавионским топом у леђима.
Крајем маја 2014. вођене су тешке борбе између сепаратиста ЛНР и јединица Националне гарде Украјине. Медији су извештавали о употреби минобацача, хаубица, самоходних минобацача „Тулпан“ од стране украјинске војске, као и вишецевних ракетних система „Град“.
22. јула 2014. сепаратисти ЛНР су се повукли из Северодоњецка. Јединице Националне гарде Украјине ушле су у град.
Од 23. јула 2014. Оружане снаге и Национална гарда Украјине наставиле су да учествују у уличним борбама са сепаратистима. Према речима бораца Националне гарде, у граду су затекли једну хаубицу, више од 50 килограма пластида, 15 ерупних граната и другу муницију. Борбе су настављене до 24. јула, када су у граду Лисичанску сепаратисти убили пуковника НСУ Радијевског, који је постхумно добио чин генерал-мајора.